# Lykabettos
Lykabettos eller (på nygrekiska) Lykavitos (grekiska Λυκαβηττός) är Atens högsta berg. Toppen ligger 263 eller 277 meter över havet, strax nordost om centrum. Från denna punkt har man en enastående utsikt över staden. Det är lättast att ta sig till toppen med bergbanan men det går även att promenera upp.
På toppen står bland annat ett kapell tillägnat Sankt Göran, Hagios Georgios, byggt på 1800-talet.

Panoramavy över Aten från Lykavittos